# EnOcean

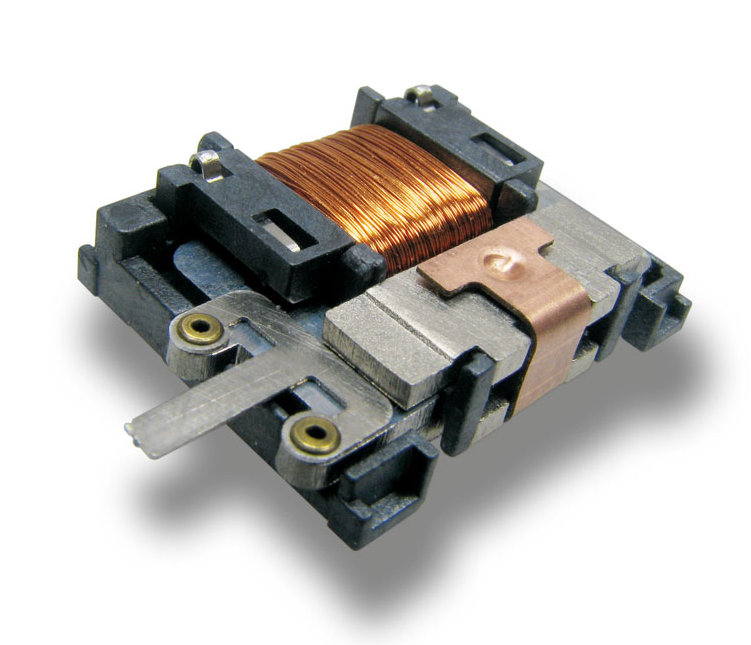
EnOcean ECO200

EnOcean是一种基于能量收集的超低功耗短距离无线通信技术，被应用于室内能量收集，在智能家居、工业、交通、物流也有应用。基于EnOcean技术的模块有高质量无线通信、能量收集和转化及超低功耗的特点。其通信协议非常精简，采用无需握手的通信机制，相较于其他无线通信技术如ZigBee有更低的功耗和更高的效率；EnOcean还可以通过收集自然界的微小能量为模块提供能源，使模块做到无电池和免维护。
在2012年3月，EnOcean无线技术被国际标准ISO/IEC 14543-3-10批准认证。标准覆盖EnOcean网络体系结构的前三层：物理层、数据链路层和网络层。第四层由EnOcean开放联盟来负责制定。

## 技术
- 物理层。采用315MHz或868.3MHz的射频频带，ASK调制方式，有效传输速率为125Kbit/s，标准通信距离为室内30m，室外300m。
- 数据链路层。负责管理子报文时间机制以及数据完整性检测。为了保证传输的可靠性，在发送时会采用“发前侦听”机制，此外每个报文都会基于一个特定的时间算法重复发送3次。
- 网络层。负责数据包转换、数据包转发及潜在的数据包定向。

每个EnOcean设备都有一个唯一的32位硬件地址，用于在通信过程中的设备识别。